# Ferrari 250 Testa Rossa
Ferrari 250 Testa Rossa er en sportsvogn/racerbil fremstillet af Ferrari fra 1957 til 1961. Den blev introduceret i slutningen af racer-sæsonen 1957 som svar på regelændringer for bilers maksimale slagvolumen til 3 liter til 24 Timers Le Mans og Sportsvogns-VM. 250 TR var tæt beslægtet med tidligere Ferrari sportsvogne, og delte mange komponenter med andre 250 modeller og 500 TR.
250 TR opnåede mange succeser på racerbanen og vandt 10 World Sports Car Championship-løb inklusive Le Mans i 1958, 1960 og 1961, 12 Timers Sebring i 1958, 1959 og 1961, Targa Florio i 1958, 1000 Km Buenos Aires i 1958 og 1960 samt 4 timers Circuito di Pescara i 1961. Resultaterne ledte til World Sports Car Championship Constructors-priser til Ferrari i 1958, 1960 og 1961.
Det er en af de mest eftertragtede og værdifulde samlerbiler i verden, som følge af det lave antal, der blev fremstillet (33 i alt), succes i motorsport og historie.
En 1957 250 TR (chassis 0714TR) blev solgt for €9,02 mio. på RM Sotheby's 2009 Maranello auktion. En 1957 250 TR prototype (chassis 0666TR) blev solgt på Gooding & Cos auktion for $16,39 mio. i 2011 i Pebble Beach auktion. Et 250 TR chassis 0704 blev angiveligt solgt privat i 2014 for $39,8 mio.